# Pobuna
Pobuna u najširem smislu predstavlja čin suprotstavljanja ili negiranja nečije vlasti ili autoriteta od osobe ili osoba koje su joj dotada bile ili trebale biti podvrgnute. U slučaju da se odigrava na širem području i u njemu sudjeluje veći broj osoba, za pobunu se rabi izraz ustanak.
Pobuna se međunarodno smatra kaznenim djelom.
U užem smislu se pod izrazom pobuna podrazumijeva odbacivanje autoriteta, odnosno odbacivanje poslušnosti od osoba koje se zbog specifičnosti situacije nalaze u trajnom odnosu subordinacije. Tako se odbijanje naredbe kapetana broda naziva brodskom pobunom, odbijanje vojnika da slušaju svoje časnike naziva vojničkom, a odbijanje zatvorenika da slušaju zatvorske vlasti naziva zatvorskom pobunom. Svi ti slučajevi u pravilu sadržavaju čin nasilja, bilo u stvarnom, bilo u simboličkom smislu.

## Vanjske poveznice
- History page of mutinies and wars  Arhivirana inačica izvorne stranice od 10. ožujka 2012. (Wayback Machine) - engl.
- Leonard F. Guttridge, Mutiny: A History of Naval Insurrection, United States Naval Institute Press, 1992, ISBN 0-87021-281-8